# Johann Smith
Johann Ryan Anwar Smith, född 25 april 1987 i Hartford, Connecticut, USA, är en amerikansk fotbollsspelare (anfallare) som spelat i ett flertal länder och under en kort period 2010 hade kontrakt med allsvenska klubben Kalmar FF. 
Debuten för Kalmar kom i hemmamatchen mot IF Elfsborg den 27 mars men det blev sedan bara 1 match till för Smith som redan i maj samma år fick lämna klubben.
Smith spelar numera för FC Edmonton.

### Webbsidor
- Johann Smith på Svenska Fotbollförbundets webbplats